# Sant Llorenç de la Muga
Sant Llorenç de la Muga település Spanyolországban, Girona tartományban. Sant Llorenç de la Muga Maçanet de Cabrenys, Albanyà, Cabanelles, Terrades és Darnius községekkel határos. Lakosainak száma 258 fő (2024).

## Népesség
A település népessége az elmúlt években az alábbi módon változott:
| Lakosok száma | 645  | 822  | 457  | 373  | 152  | 192  | 213  | 249  | 264  | 258  |
|               | 1717 | 1887 | 1936 | 1960 | 1986 | 2004 | 2009 | 2014 | 2019 | 2024 |